# Thomas 2. greve af Flandern og Savoyen
Thomas 2. greve af Flandern og Savoyen (ca. 1199 i Aosta – 7. februar 1259) var gift med arvingen til Grevskabet Flandern. I kraft af sit ægteskab blev han Iure uxoris greve af Flandern og Hainaut fra 1237 til 1244.
Fra 1245 til 1259 var han greve af Piemonte.
Fra 1253 til 1259 var han rigsforstander i Savoyen.
Thomas 2. blev far til Amadeus 5., greve af Savoyen.
 Der er for få eller ingen kildehenvisninger i denne artikel, hvilket er et problem. Du kan hjælpe ved at angive troværdige kilder til de påstande, som fremføres i artiklen.

1. ↑  Navnet er anført på engelsk og stammer fra Wikidata hvor navnet endnu ikke findes på dansk.
2. ↑  Navnet er anført på engelsk og stammer fra Wikidata hvor navnet endnu ikke findes på dansk.